# Filosofia de la religió

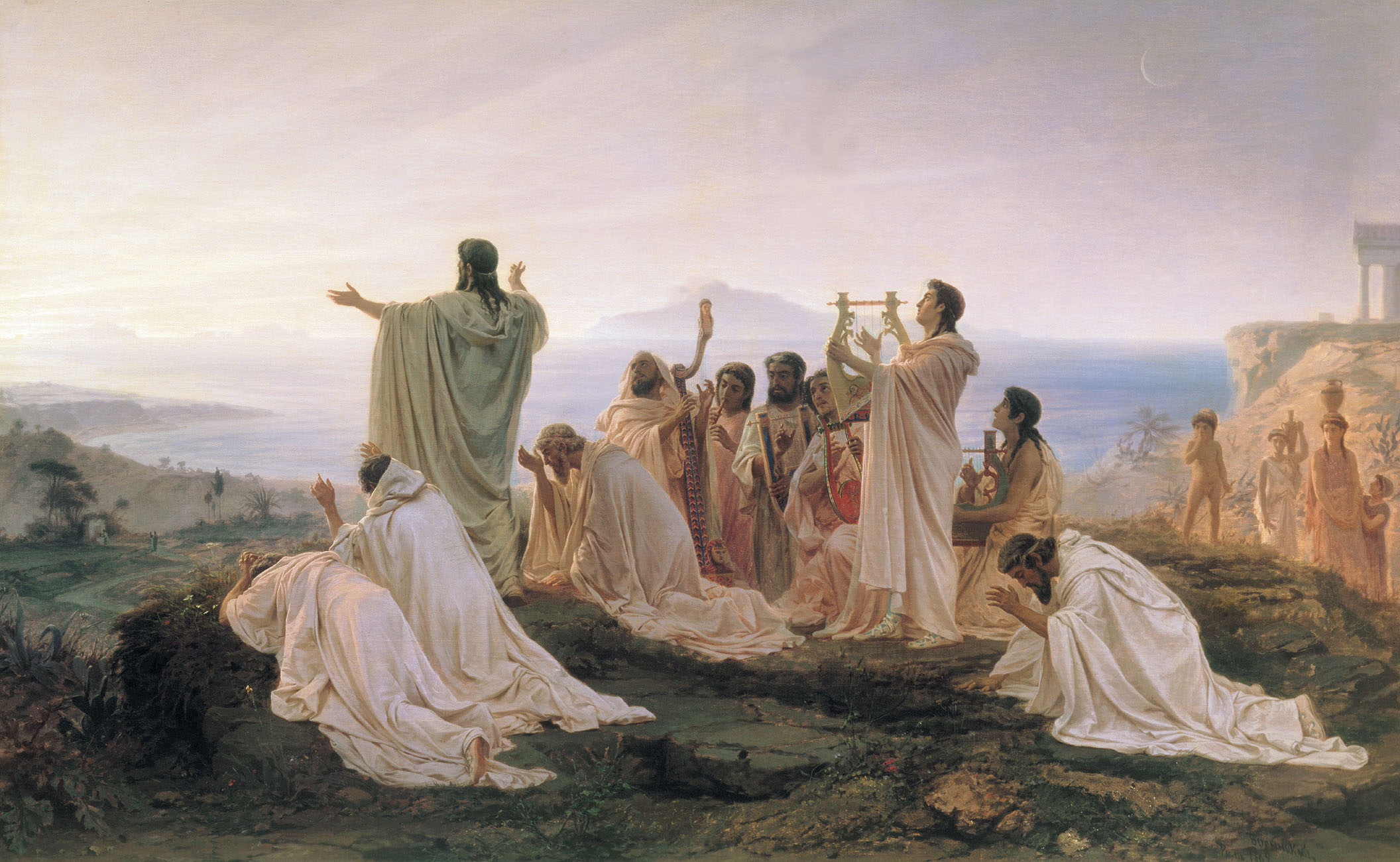
Els pitagòrics celebren la sortida del sol (1869) de Fiódor Bronnikov. El pitagorisme és un exemple de filosofia grega que també incloïa elements religiosos.

La filosofia de la religió és l'examen filosòfic dels temes i conceptes centrals relacionats amb les tradicions religioses. Les discussions filosòfiques sobre aquests temes daten de temps antics i apareixen en els primers textos coneguts sobre filosofia. El camp està relacionat amb moltes altres branques de la filosofia, incloses la metafísica, l'epistemologia i l'ètica.
La filosofia de la religió difereix de la filosofia religiosa perquè pretén discutir qüestions sobre la naturalesa de la religió en conjunt, en lloc d'examinar els problemes plantejats per un sistema de creences particular. Pot ser realitzat de manera desapassionada tant per aquells que s'identifiquen com a creients o no creients.

## Visió general
El filòsof William L. Rowe va caracteritzar la filosofia de la religió com: "l'examen crític de les creences i conceptes religiosos bàsics". La filosofia de la religió cobreix creences alternatives sobre Déu o els déus o tots dos, les varietats d'experiència religiosa, la interacció entre ciència i religió, la naturalesa i l'abast del bé i el mal i els tractaments religiosos del naixement, la història i la mort. El camp també inclou les implicacions ètiques dels compromisos religiosos, la relació entre la fe, la raó, l'experiència i la tradició, els conceptes del miraculós, la revelació sagrada, el misticisme, el poder i la salvació.
El terme filosofia de la religió no es va començar a utilitzar de manera generalitzada a Occident fins al segle xix, i la majoria de les obres filosòfiques premodernes i primerenques incloien una barreja de temes religiosos i qüestions filosòfiques no religioses. A Àsia, els exemples inclouen textos com les Upanishads hindús, les obres del taoisme i el confucianisme i els textos budistes. Les filosofies gregues com el pitagorisme i l'estoïcisme incloïen elements religiosos i teories sobre les divinitats, i la filosofia medieval va estar fortament influenciada per les tres grans religions abrahàmiques monoteistes. Al món occidental, els primers filòsofs moderns com Thomas Hobbes, John Locke i George Berkeley també van discutir temes religiosos juntament amb qüestions filosòfiques seculars.
La filosofia de la religió s'ha distingit de la teologia en assenyalar que, per a la teologia, "les seves reflexions crítiques es basen en conviccions religioses". A més, "la teologia és responsable davant d'una autoritat que inicia el seu pensament, el seu discurs i el seu testimoni... [mentre] la filosofia basa els seus arguments en l'evidència atemporal".
Alguns aspectes de la filosofia de la religió s'han considerat clàssicament com a part de la metafísica. A la Metafísica d'Aristòtil, la causa necessàriament prèvia del moviment etern era un motor immòbil, que, com l'objecte del desig o del pensament, inspira el moviment sense moure's. Avui, però, els filòsofs han adoptat el terme "filosofia de la religió" per a la matèria, i normalment es considera com un camp d'especialització separat, per bé que també encara és tractat per alguns, especialment els filòsofs catòlics, com a part de la metafísica.

## Temes bàsics

### Realitat definitiva

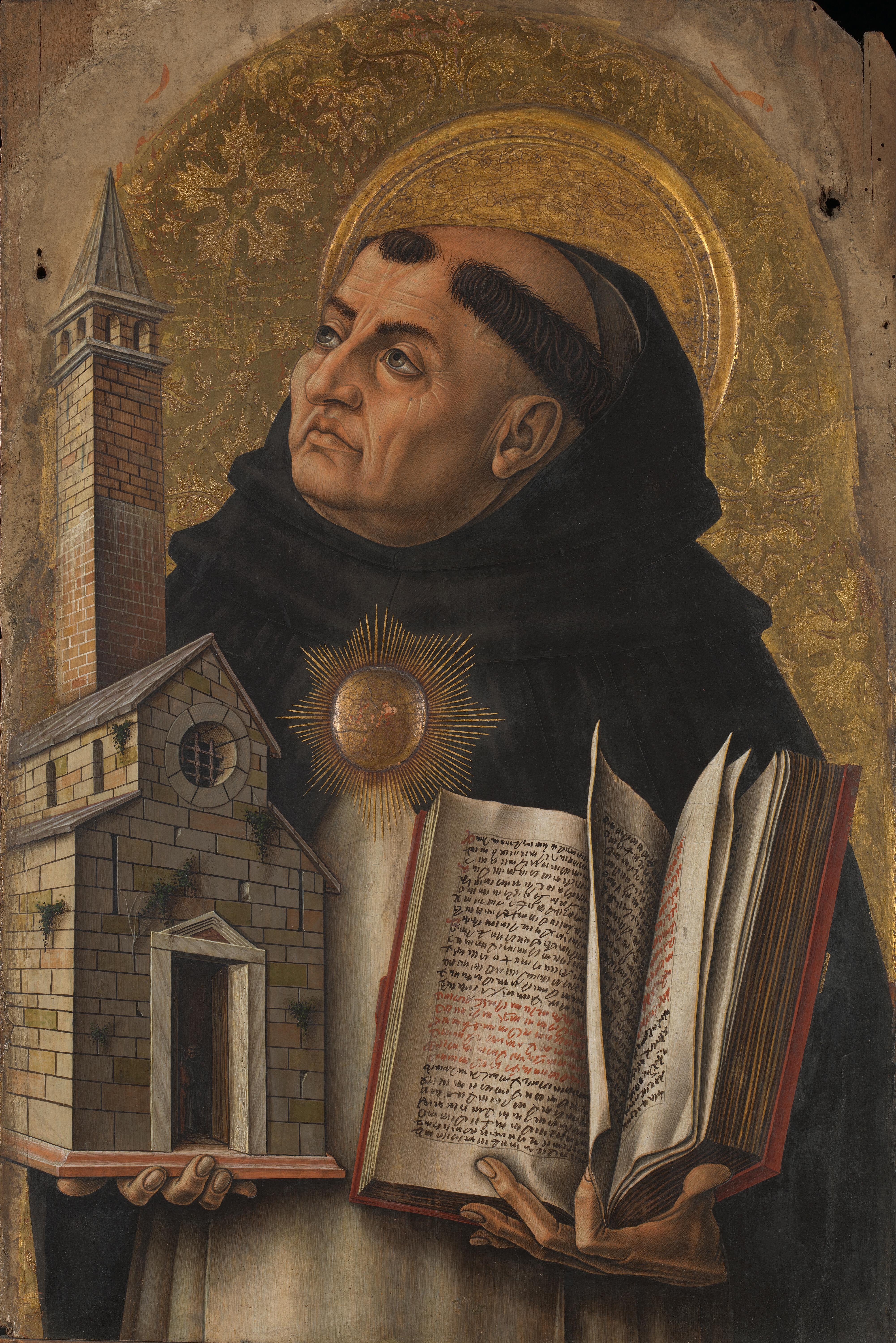
Tomàs d'Aquino va considerar cinc arguments per a l'existència de Déu, coneguts com les quinque viae (Cinc vies).

Les diverses religions tenen idees diferents sobre la realitat última, la seva font o fonament (o la seva manca de fonament) i també sobre què és la "Grandesa Màxima". El concepte de "Preocupació última" de Paul Tillich i la "Idea del Sant" de Rudolf Otto són conceptes que apunten a les preocupacions sobre la veritat última o més elevada amb què tracten d'alguna manera la majoria de les filosofies religioses. Una de les principals diferències entre religions és si la realitat última és un déu personal o una realitat impersonal.
A les religions occidentals, diverses formes de teisme són les concepcions més comunes, mentre que a les religions orientals hi ha concepcions teistes i també diverses de no teistes. Dividir entre teistes i no teistes és una manera de classificar els diferents tipus de religions.
També hi ha diverses posicions filosòfiques pel que fa a l'existència de Déu que es poden adoptar, incloent-hi diverses formes de teisme (com ara el monoteisme i el politeisme), l'agnosticisme i diferents formes d'ateisme.

#### Monoteisme
Keith Yandell descriu tres tipus de monoteismes històrics: grec, semític i hindú. El monoteisme grec sosté que el món ha existit sempre i no creu en el creacionisme ni en la providència divina, mentre que el monoteisme semita creu que el món va ser creat per un Déu en un moment determinat del temps i que aquest Déu actua al món. El monoteisme indi ensenya que el món no té principi, però que l'acte de creació de Déu sosté el món.
L'intent de proporcionar proves o arguments per a l'existència de Déu és un aspecte que es coneix com a teologia natural o projecte teista natural. Aquest fil de la teologia natural intenta justificar la creença en Déu per raons independents. Potser la major part de la filosofia de la religió es basa en l'assumpció de la teologia natural que l'existència de Déu pot ser justificada o justificada per raons racionals. Hi ha hagut un debat filosòfic i teològic considerable sobre els tipus de proves, justificacions i arguments adequats per a aquest discurs.

#### Concepcions no teistes

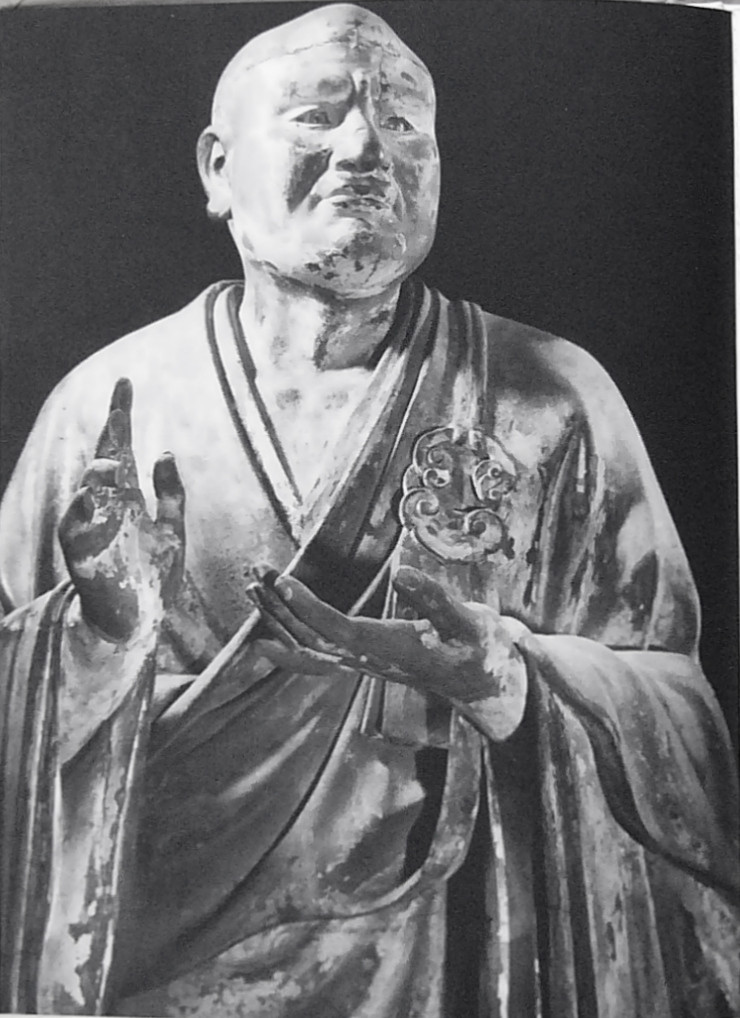
El budista Vasubandhu va argumentar en contra de les opinions del déu creador hindú i a favor d'una concepció impersonal de la realitat absoluta que s'ha descrit com una forma d'idealisme.

Les religions orientals han inclòs tant posicions teistes com altres alternatives sobre la naturalesa última de la realitat. Una d'aquestes visions és el jainisme, que sosté una visió dualista que tot el que existeix és matèria i una multiplicitat d'ànimes (jiva), sense dependre d'una divinitat suprema per a la seva existència. També hi ha diferents visions budistes, com la visió de Theravada Abhidharma, que sosté que les úniques coses que en última instància existeixen són els esdeveniments fenomenals transitoris (dharmas) i les seves relacions interdependents. Els budistes Madhyamaka o Nagarjuna sostenen que la realitat última és el buit (shunyata) mentre que el Yogacara sosté que és vijñapti (fenòmens mentals). En els discursos filosòfics indis, el monoteisme va ser defensat pels filòsofs hindús (especialment l'escola Nyaya), mentre que els pensadors budistes van argumentar en contra de la seva concepció d'un déu creador (sànscrit: Ishvara).
La visió hindú de l'Advaita Vedanta, tal com defensa Adi Shankara, és un no-dualisme total. Encara que els Advaitins creuen en els déus hindús habituals, la seva visió de la realitat última és una unitat radicalment monista (Brahman sense qualitats) i qualsevol cosa que aparegui (com les persones i els déus) és il·lusori (maia).
Les diverses posicions filosòfiques del taoisme també es poden veure com a no teistes sobre la realitat última (Tao). Els filòsofs taoistes han concebut diferents maneres de descriure la naturalesa última de les coses. Per exemple, mentre que el pensador taoista Xuanxue Wang Bi va argumentar que tot està "arrelat" en Wu (no-ésser, no-res), Guo Xiang va rebutjar Wu com la font última de les coses, en lloc d'argumentar que la naturalesa última del Tao és "espontània". autoproducció" (zi sheng) i "autotransformació espontània" (zi hua).
Tradicionalment, els jainistes i els budistes no descartaven l'existència de divinitats limitades o éssers divins, només rebutjaven la idea d'un Déu creador totpoderós o primera causa plantejada pels monoteistes.

### Coneixement i creença

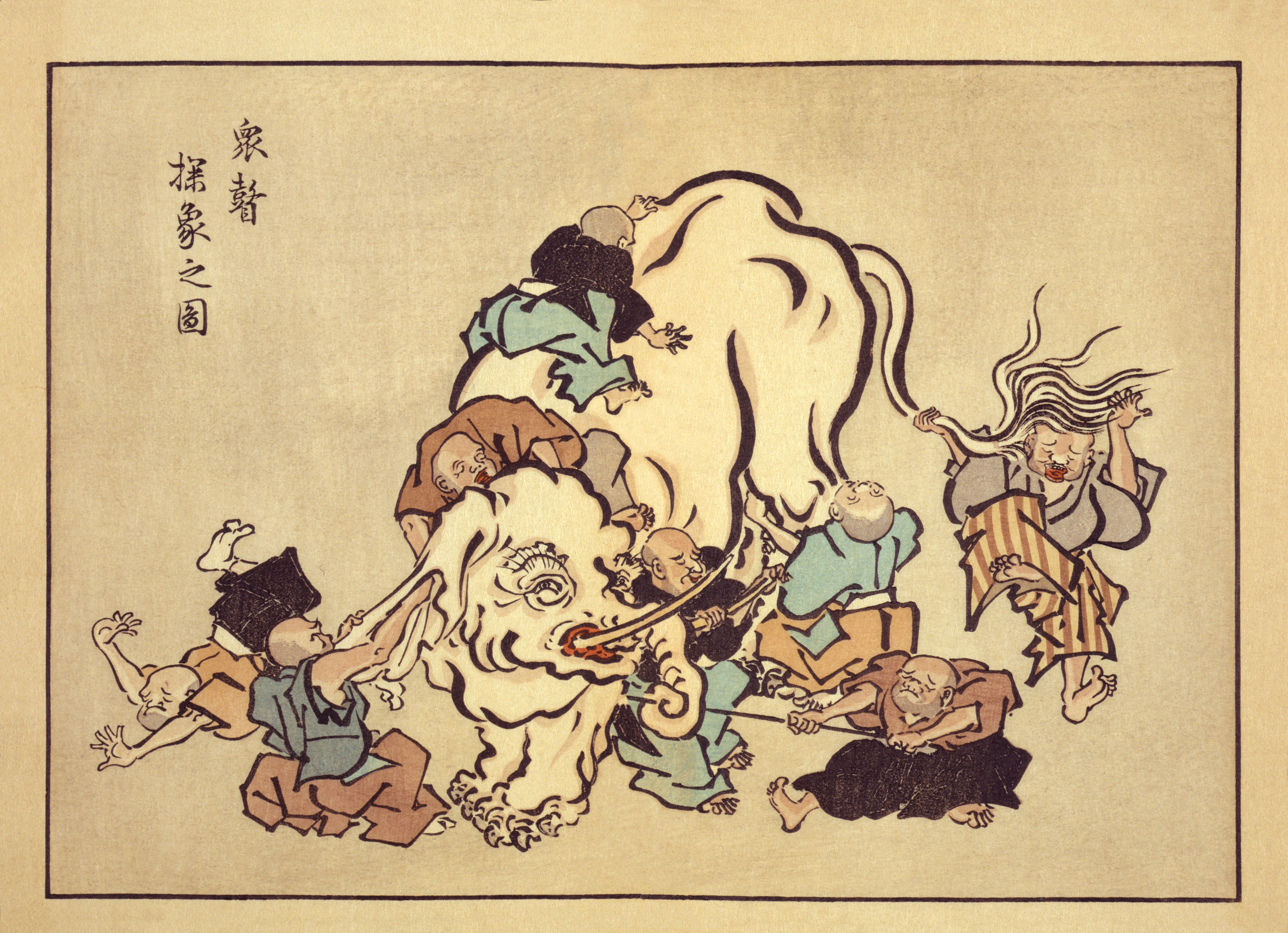
Els cecs i l'elefant és una història molt utilitzada en el budisme i el jainisme per il·lustrar els perills de les creences religioses dogmàtiques.

Totes les tradicions religioses fan afirmacions sobre el coneixement que argumenten que són centrals per a la pràctica religiosa i per a la solució última del principal problema de la vida humana. Això inclou afirmacions epistèmiques, metafísiques i ètiques.
L'evidencialisme és una posició que es pot caracteritzar com que "una creença està racionalment justificada només si hi ha evidències suficients que hi donin suport". Tant teistes com no teistes són evidencialistes, per exemple, Aquino i Bertrand Russell coincideixen que la creença en Déu és racional només si hi ha prou evidència, però discrepen sobre si aquesta evidència existeix. Aquests arguments sovint estipulen que les experiències religioses subjectives no són evidències raonables i, per tant, les veritats religioses han de ser argumentades sobre la base de proves no religioses. Una de les posicions més fortes de l'evidencialisme és la de William Kingdon Clifford, qui va escriure: "És erroni sempre, en qualsevol lloc i per a qualsevol persona, creure en alguna cosa sense evidència suficient". La seva visió de l'evidencialisme generalment es llegeix al costat de l'article de William James titulat "Una voluntat de creure" (1896), que argumenta en contra del principi de Clifford. Entre els defensors més recents de l'evidencialisme hi ha Antony Flew ("La presumpció de l'ateisme", 1972) i Michael Scriven ("Primary philosophy", 1966). Ambdós es basen en la visió ockhamista que, en absència d'evidència per a X, la creença en X no està justificada. Molts tomistes moderns també són evidencialistes en el sentit que consideren que poden demostrar que hi ha evidència per a la creença en Déu. Un altre enfocament és argumentar de manera bayesiana per la probabilitat d'una veritat religiosa com Déu, no per una evidència total i concluent.
No obstant això, alguns filòsofs argumenten que la creença religiosa està justificada sense evidència i, per tant, a vegades s'anomenen no-evidencialistes. Això inclou fidelistes i epistemòlegs reformats. Alvin Plantinga i altres epistemòlegs reformats són exemples de filòsofs que argumenten que les creences religioses són "creences fonamentals adequades" i que no és irracional sostenir-les tot i que no estiguin suportades per cap evidència. La raó aquí és que hi ha creences que s'han de considerar fonamentals i no basar-se en altres creences racionals. Si això no fos així, hi hauria una regressió infinita. Una creença fonamental adequada és una creença que es pot sostenir raonablement sense evidència, com un record, una sensació bàsica o una percepció. L'argument de Plantinga és que la creença en Déu és d'aquest tipus perquè en cada ment humana hi ha una consciència natural de la divinitat.
William James, en el seu assaig "La voluntat de creure", argumenta a favor d'una concepció pragmàtica de la creença religiosa. Per a James, la creença religiosa està justificada si se'ns presenta una pregunta que no es pot decidir racionalment i si se'ns presenten opcions genuïnes i vives que siguin rellevants per a l'individu. Per a James, la creença religiosa és defensable perquè pot aportar valor pragmàtic a la vida d'una persona, tot i que no hi hagi evidència racional.
Algunes investigacions sobre l'epistemologia de la religió van més enllà dels debats sobre l'evidencialisme, el fidisme i l'epistemologia reformada per considerar qüestions contemporànies derivades de noves idees sobre el coneixement pràctic i la habilitat pràctica, com els factors pràctics poden afectar si es pot saber si el teisme és veritat, l'ús de la teoria de la probabilitat en l'epistemologia formal o l'epistemologia social (particularment, l'epistemologia del testimoni o l'epistemologia de la discrepància).
Per exemple, un tema important en l'epistemologia de la religió és la discrepància religiosa i la qüestió de què significa quan persones intel·ligents amb la mateixa paritat epistèmica discrepen sobre qüestions religioses. La discrepància religiosa s'ha considerat com una possible font de problemes de primer o segon ordre per a la creença religiosa. Un problema de primer ordre es refereix a si les evidències s'apliquen directament a la veritat de qualsevol proposició religiosa, mentre que un problema de segon ordre es refereix a si s'ha avaluat racionalment les evidències de primer ordre. Un exemple de problema de primer ordre és l'argument de la no creença. Les discussions de segon ordre es centren en si la discrepància religiosa amb iguals capacitats epistèmiques exigeix adoptar una postura escèptica o agnòstica o si cal reduir o canviar les creences religioses.

### Fe i raó
Si bé les religions recorren a arguments racionals per intentar establir les seves opinions, també afirmen que la creença religiosa s'ha d'acceptar almenys parcialment mitjançant la fe o la confiança en la pròpia creença religiosa. Hi ha diferents concepcions o models de fe, entre els quals destaquen:
- El model afectiu de fe ho veu com un sentiment de confiança, un estat psicològic
- El model de coneixement especial de la fe com a revelador de veritats religioses específiques (defensat per l'epistemologia reformada)
- El model de creença de la fe com la convicció teòrica que una determinada afirmació religiosa és certa.
- La fe com a confiança, com a fer un compromís fiduciari amb Déu.
- El model pràctic d'aventura doxàstica on la fe es veu com un compromís de creure en la fiabilitat d'una veritat religiosa o en Déu. En altres paraules, confiar en Déu pressuposa creença, per tant la fe ha d'incloure elements de creença i confiança.
- El model d'aventura no doxàstica de la fe com a compromís pràctic sense creença real (defensat per figures com Robert Audi, JL Schellenberg i Don Cupitt). En aquest punt de vista, no cal creure en afirmacions religioses literals sobre la realitat per tenir fe religiosa.
- El model d'esperança, la fe com a esperança

També hi ha diferents posicions sobre com la fe es relaciona amb la raó. Un exemple és la creença que la fe i la raó són compatibles i treballen conjuntament, que és la visió de Tomàs d'Aquino i la visió ortodoxa de la teologia natural catòlica. Segons aquesta visió, la raó estableix certes veritats religioses i la fe (guiada per la raó) ens dona accés a veritats sobre allò diví que, segons Tomà d'Aquino, "superen tota la capacitat de la raó humana".
Una altra posició és el fideisme, la visió que la fe és "en cert sentit independent de la raó, si no directament oposada". Filòsofs moderns com Kierkegaard, William James i Wittgenstein s'han associat amb aquesta etiqueta. Kierkegaard, en particular, va defensar la necessitat dels religiosos de fer un salt de fe no racional per salvar l'abisme entre l'home i Déu. Mentrestant, el fideisme wittgensteinià considera que els jocs de llenguatge religiós no són proporcionals als jocs de llenguatge científics i metafísics, i que són autònoms i, per tant, només es poden jutjar segons els seus propis estàndards. La crítica òbvia a això és que moltes religions presenten clarament afirmacions metafísiques.
Diversos escriptors del nou ateisme contemporanis que són hostils a la religió tenen una visió similar que diu que les afirmacions religioses i les afirmacions científiques s'oposen entre si i que, per tant, les religions són falses.
El teòleg protestant Karl Barth (1886–1968) va argumentar que els creients religiosos no tenen necessitat de demostrar les seves creences mitjançant la raó i, per tant, va rebutjar el projecte de la teologia natural. Segons Barth, la raó humana és corrupta i Déu és completament diferent de les seves criatures, per tant només podem confiar en la pròpia revelació de Déu per al coneixement religiós. La visió de Barth s'ha anomenat neoortodòxia. De la mateixa manera, DZ Phillips argumenta que Déu no és intel·ligible a través de la raó o l'evidència perquè Déu no és un objecte empíric o un "ésser entre els éssers".
Com assenyala Brian Davies, el problema amb posicions com la de Barth és que no ens ajuden a decidir entre revelacions inconsistents i oposades de les diferents religions.

### Ciència
El tema de si les creences religioses són compatibles amb la ciència i de quina manera és també un altre tema important tant en la filosofia de la religió com en la teologia. Aquest camp dibuixa l'estudi històric de les seves interaccions i conflictes, com els debats als Estats Units sobre l'ensenyament de l'evolució i el creacionisme. Hi ha diferents models d'interacció que s'han discutit en la literatura filosòfica, entre d'altres:
- Tesis conflictives que els veuen en constant conflicte, com durant la recepció de la teoria de l'evolució i el debat actual sobre el creacionisme.
- Model d'independència, ambdós tenen dominis separats, o magisteri no superposat
- Model de diàleg, alguns solapaments entre els camps, romanen separats però comparteixen alguns conceptes i pressupòsits
- El model d'integració o unificació inclou projectes com la teologia natural i la teologia del procés

El camp també atrau l'estudi científic de la religió, especialment per psicòlegs i sociòlegs, així com per científics cognitius. D'aquestes diverses disciplines han sorgit diverses teories sobre la religió. Un exemple són les diverses teories evolutives de la religió que veuen el fenomen com una adaptació o un subproducte. Una altra es pot veure en les diverses teories proposades per la ciència cognitiva de la religió. Alguns van argumentar que les teories evolutives o cognitives soscaven les creences religioses.

### Experiència religiosa

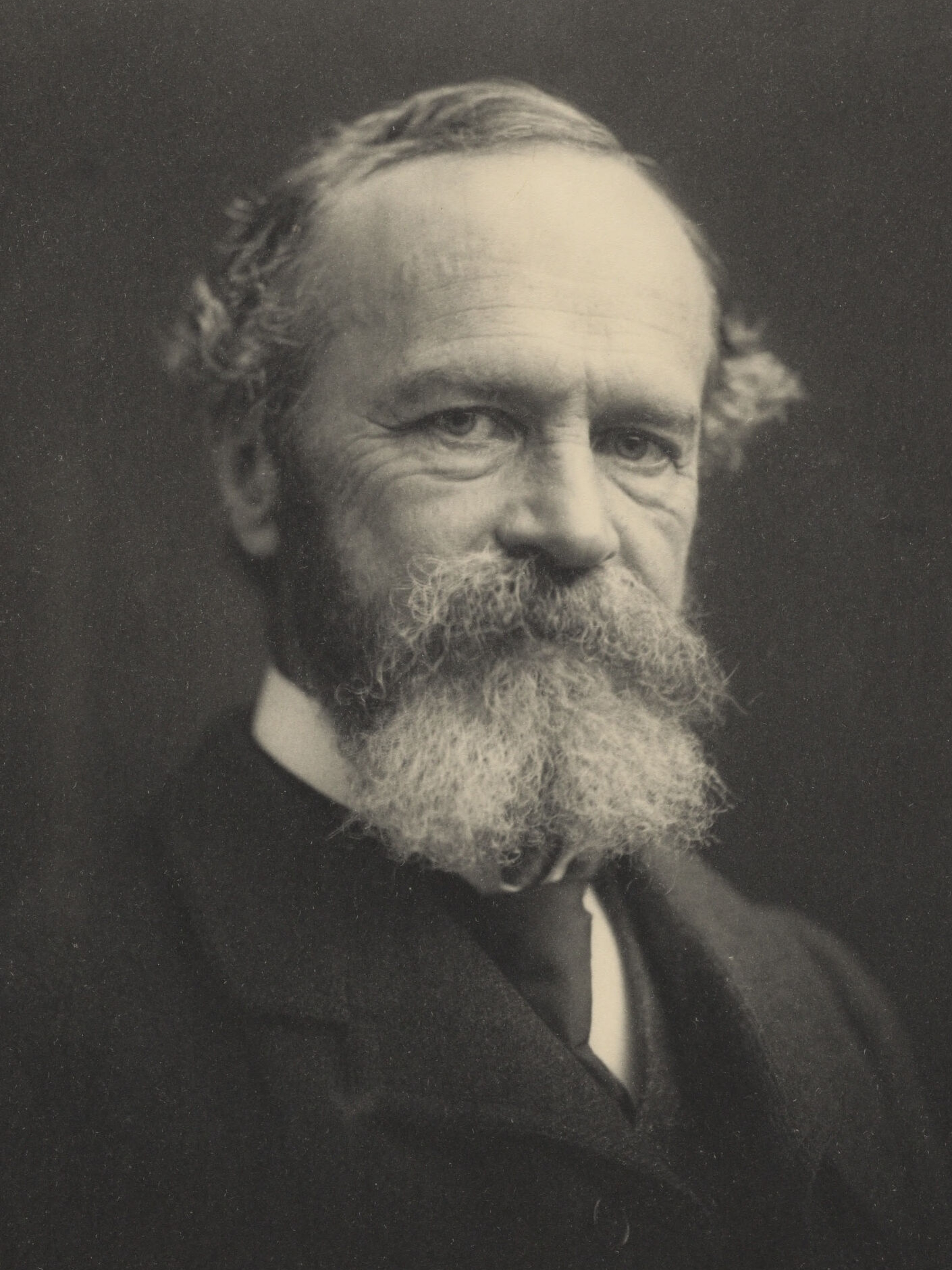
William James va escriure The Varieties of Religious Experience, 1902

Estretament lligada a les qüestions del coneixement i les creences hi ha la qüestió de com interpretar les experiències religioses davant el seu potencial per proporcionar coneixement. Les experiències religioses s'han registrat a totes les cultures i són molt diverses. Aquestes experiències personals solen ser molt importants per a les persones que les tenen. Es pot dir que les discussions sobre experiències religioses estan informades en part per la pregunta: "quin tipus d'informació sobre el que hi ha pot proporcionar l'experiència religiosa, i com es podria dir?".
Es podria interpretar aquestes experiències de manera veridica, neutral o com a deliris. Tant els pensadors i els místics religiosos monoteistes com els no monoteistes han apel·lat a les experiències religioses com a prova de les seves afirmacions sobre la realitat última. Filòsofs com Richard Swinburne i William Alston han comparat les experiències religioses amb les percepcions quotidianes, és a dir, ambdues són noètiques i tenen un objecte perceptiu i, per tant, les experiències religioses podrien lògicament ser verídiques a menys que tinguem una bona raó per no creure-les.
Segons Brian Davies, les objeccions comunes contra la força verídica de les experiències religioses inclouen el fet que l'experiència és freqüentment enganyosa i que les persones que afirmen una experiència d'un déu poden estar "identificant erròniament un objecte de la seva experiència", o estar boges o al·lucinant. No obstant això, argumenta que no podem deduir del fet que les nostres experiències de vegades són equivocades, al·lucinacions o distorsionades que totes les experiències religioses estan equivocades. De fet, una persona beguda o al·lucinada encara podria percebre les coses correctament, per tant, no es pot dir que aquestes objeccions rebutgin necessàriament totes les experiències religioses.
Segons CB Martin, “no hi ha proves consensuades per establir una experiència genuïna de Déu i distingir-la de manera decisiva de la no genuïna” i, per tant, tot el que les experiències religioses poden establir és la realitat d'aquests estats psicològics.
Les explicacions naturalistes per a les experiències religioses sovint es considera que minven el seu valor epistèmic. S'han proposat explicacions com la por a la mort, la suggestió, la regressió infantil, la frustració sexual, les anomalies neurològiques ("tot està al cap") així com el poder sociopolític que tenir aquestes experiències podria atorgar a un místic. Més recentment, alguns han argumentat que les experiències religioses són causades per atribucions cognitives errònies. Bertrand Russell va prendre una posició contrària que va comparar el valor verídic de les experiències religioses amb les al·lucinacions d'una persona beguda: "Des del punt de vista científic, no podem fer cap distinció entre l'home que menja poc i veu el cel i l'home que beu molt i veu serps. Cadascun es troba en una condició física anormal i, per tant, té percepcions anormals." Tanmateix, com assenyala William L. Rowe: La suposició oculta en l'argument de Russell és que els estats corporals i mentals que interfereixen amb les percepcions fiables del món físic també interfereixen amb les percepcions fiables d'un món espiritual més enllà del físic, si hi ha un món espiritual per ser percebut. Potser aquesta suposició és raonable, però certament no és certament certa.
En altres paraules, tal com argumenta CD Broad, "un pot necessitar estar lleugerament 'crack'" o almenys semblar anormal mental i físicament per percebre el món espiritual supranormal.
Mentrestant, William James argumenta que per a l'individu que els experimenta, són autoritzats i trenquen l'autoritat de la ment racional. No només això, sinó que, segons James, allò místic està justificat en això. Però l'observador extern no té cap raó per considerar-los ni verídics ni enganyosos.
L'estudi de les experiències religioses des de la perspectiva del camp de la fenomenologia també ha estat una característica de la filosofia de la religió. Els pensadors clau en aquest camp inclouen William Brede Kristensen i Gerard van der Leeuw.

### Religió i ètica
Totes les religions defensen certs valors i idees del Bé moral. Les tradicions índies no monoteistes com el budisme i l'Advaita Vedanta troben el Bé més alt en el nirvana o el moksha, que condueix a l'alliberament del sofriment i les rondes de renaixement i moral són un mitjà per aconseguir-ho, mentre que per a les tradicions monoteistes, Déu és la font o la base de tota la moral i el cel en el més alt bé humà. Les religions del món també ofereixen diferents concepcions de la font del mal i del sofriment al món, és a dir, què està malament amb la vida humana i com resoldre i alliberar-nos d'aquests dilemes. Per exemple, per al cristianisme, el pecat és la font dels problemes humans, mentre que per al budisme és l'anhel i la ignorància.
Una pregunta general que es planteja la filosofia de la religió és quina és la relació, si n'hi ha, entre la moral i la religió. Brian Davies exposa quatre possibles tesis:
- La moral d'alguna manera requereix religió. Un exemple d'aquesta visió és la idea de Kant que la moral ens ha de portar a creure en una llei moral i, per tant, a creure en un defensor d'aquesta llei, és a dir, Déu.
- La moral s'inclou d'alguna manera a la religió, "La idea bàsica aquí és que ser moral és part del que significa ser religiós".[62]
- La moral no té sentit sense la religió, perquè no tindria cap raó per ser moral sense ella.
- La moral i la religió s'oposen entre si. Des d'aquesta visió, la creença en un Déu significaria que es faria el que Déu mana, fins i tot si va en contra de la moral. La visió que la religió i la moral s'oposen sovint ha estat defensada per ateus com Lucreci i Bertrand Russell, així com per teòlegs com Kierkegaard, que defensaven una "suspensió teleològica de l'ètica".[63]

Les religions monoteistes que busquen explicar la moral i la seva relació amb Déu han de tractar amb el que s'anomena el dilema d'Eutifro, que s'exposa en el diàleg platònic " Eutifrón " com: "El pietós (τὸ ὅσιον, és a dir, el que és moralment bo) és estimat pel déus perquè és piatós, o és piadosa perquè és estimada pels déus?" Aquells que sostenen que el que és moral és així perquè és el que Déu mana estan defensant una versió de la teoria del comandament diví.
Un altre tema important que es discuteix en la filosofia religiosa monoteista abrahàmica és el problema del lliure albir humà i l'omnisciència de Déu. L'omnisciència de Déu podria incloure presumiblement un coneixement perfecte del futur, conduint al determinisme teològic i, per tant, possiblement en contradicció amb el lliure albir humà. Hi ha diferents posicions sobre això, incloent el llibertarisme (el lliure albir és cert) i la predestinació.

### Miracles
La creença en miracles i esdeveniments sobrenaturals és comú entre les religions del món. Un miracle és un esdeveniment que no es pot explicar per la raó o la ciència. La Resurrecció de Jesús i els Miracles de Mahoma són exemples de miracles reivindicats per les religions.
L'escepticisme cap allò sobrenatural es pot trobar en les primeres tradicions filosòfiques com l'escola índia Carvaka i filòsofs greco-romans com Lucreci. David Hume, que va definir un miracle com "una violació de les lleis de la natura", va argumentar en contra dels miracles a De Miracles, Secció X d'An Inquiry concerning Human Understanding (1748). Per a Hume, la probabilitat que no s'hagi produït un miracle és sempre més gran que la probabilitat que s'hagi produït perquè "com una experiència ferma i inalterable ha establert aquestes lleis [de la naturalesa], la prova contra un miracle, des de la naturalesa mateixa de la de fet, és tan completa com qualsevol argument de l'experiència es pot imaginar" (Inquiry . X. pàg. 173). Hume no argumenta que un miracle sigui impossible, només diu que no és raonable creure en qualsevol testimoni de l'ocurrència d'un miracle, perquè l'evidència de la regularitat de les lleis naturals és molt més forta que el testimoni humà (que sovint està equivocat).
Segons Rowe, hi ha dues debilitats en l'argument de Hume. En primer lloc, podria haver-hi altres formes d'evidència indirecta de l'ocurrència d'un miracle que no inclogui el testimoni de l'experiència directa d'algú. En segon lloc, Rowe argumenta que Hume sobreestima "el pes que s'ha de donar a l'experiència passada en suport d'algun principi que es creu que és una llei de la naturalesa". Perquè és un fet comú que les idees acceptades actualment de lleis naturals es revisen a causa d'una excepció observada, però l'argument de Hume portaria a concloure que aquestes excepcions no es produeixen. Rowe afegeix que "Segueix sent cert, però, que una persona raonable necessitarà proves força contundents abans de creure que s'ha violat una llei de la naturalesa. És fàcil creure que la persona que va afirmar veure l'aigua córrer cap avall, però bastant difícil creure que algú va veure l'aigua córrer cap amunt."
No obstant això, és possible una altra definició de miracle, que s'anomena teoria epistèmica dels miracles i que va ser argumentada per Spinoza i Sant Agustí. Aquesta visió rebutja que un miracle sigui una transgressió de les lleis naturals, sinó que és simplement una transgressió de la nostra comprensió actual de la llei natural. En el Tractatus Theologico-Politicus, Spinoza escriu: "Els miracles només són intel·ligibles en relació amb les opinions humanes, i només signifiquen esdeveniments dels quals la causa natural no es pot explicar mitjançant una referència a cap esdeveniment ordinari, ni per nosaltres, ni de cap manera, de l'escriptor i narrador del miracle" (Tractatus p. 84). De la mateixa manera, RF Holland ha definit el miracle d'una manera naturalista en un article molt citat. Considera que un miracle només ha de ser una coincidència extraordinària i beneficiosa interpretada religiosament.
Brian Davies assenyala que fins i tot si podem establir que s'ha produït un miracle, és difícil veure què se suposa que això demostra. Perquè és possible que sorgeixin a causa d'agències inusuals i poderoses, però no divines.

### Més enllà
Les religions presenten diverses teories que afirmen la vida després de la mort i assenyalen diferents tipus d'existència postmortem. Això sovint està lligat a la creença en una ànima o jo individual immortal (sànscrit : atman) separada del cos que sobreviu a la mort, tal com defensaven Plató, Descartes, religions monoteistes com el cristianisme i molts filòsofs indis. Aquesta visió també és una posició sobre el problema del cos ment, principalment, el dualisme. Aleshores, aquesta visió ha de mostrar no només que el dualisme és cert i que les ànimes existeixen, sinó també que les ànimes sobreviuen a la mort. Tal com va argumentar Kant, la mera existència d'una ànima no demostra la seva immortalitat, ja que es podria concebre que una ànima, encara que sigui totalment simple, encara podria esvair-se o perdre la seva intensitat. HH Price és un filòsof modern que ha especulat llargament sobre com seria ser una ànima incorpòria després de la mort.
Un dels principals problemes amb les creences sobre l'ànima és que, com que la persona està estretament lligada al cos físic, sembla difícil donar sentit a un ésser humà que existeix al marge del seu cos. Una altra qüestió és la continuïtat de la identitat personal, és a dir, no és fàcil explicar l'afirmació que la persona que existeix després de la mort corporal és la mateixa persona que existia abans.
Bertrand Russell va presentar l'argument científic general contra el més enllà de la següent manera: "Les persones formen part del món quotidià en què es refereix la ciència, i les condicions que determinen la seva existència són descobribles... sabem que el cervell no és immortal i que l'energia organitzada d'un cos viu es desmobilitza a la mort i, per tant, no està disponible per a l'acció col·lectiva. Totes les proves demostren que allò que considerem la nostra vida mental està lligat a l'estructura cerebral i l'energia corporal organitzada. Per tant, és racional suposar que la vida mental cessa quan la vida corporal cessa. L'argument és només de probabilitat, però és tan fort com aquells en què es basen la majoria de conclusions científiques."
Contra Russell, JME McTaggart argumenta que la gent no té cap prova científica que la ment depèn del cos d'aquesta manera particular. Com assenyala Rowe, el fet que la ment depengui de les funcions del cos mentre un està viu no és necessàriament una prova que la ment deixarà de funcionar després de la mort igual que una persona atrapada a una habitació mentre depèn de les finestres per veure el món exterior. podria continuar veient fins i tot després que l'habitació deixi d'existir.
El budisme és una religió que, tot i que afirma l'existència postmortem (a través del renaixement), nega l'existència d'ànimes individuals i, en canvi, afirma una visió deflacionista de la identitat personal, anomenada no-jo (anatta).
Si bé el fisicalisme s'ha vist generalment com a hostil a les nocions d'una vida més enllà, no sempre ha de ser així. Les religions abrahàmiques com el cristianisme han sostingut tradicionalment que la vida després de la mort inclourà l'element de la resurrecció corporal. Una objecció a aquesta visió és que sembla difícil explicar la continuïtat personal, ja que en el millor dels casos, un cos ressuscitat és una rèplica de la persona ressuscitada no la mateixa persona. Una resposta és la visió constitucional de les persones, que diu que les persones estan constituïdes pels seus cossos i per una "perspectiva en primera persona", la capacitat de pensar-se com a un mateix. En aquest punt de vista, el que ressuscita és aquesta perspectiva en primera persona, o tant el cos de la persona com aquesta perspectiva. Una objecció a aquesta visió és que sembla difícil diferenciar la perspectiva en primera persona d'una persona de la d'una altra persona sense fer referència a les relacions temporals i espacials. Peter van Inwagen, mentrestant, ofereix la següent teoria: Potser en el moment de la mort de cada home, Déu treu el seu cadàver i el substitueix per un simulacre que és el que es crema o es podreix. O potser Déu no és tan gran com això: potser només elimina per a la "custodia" la "persona bàsica" -el cervell i el sistema nerviós central- o fins i tot alguna part especial d'aquest. Aquests són detalls. (van Inwagen 1992: 245–46)
Aquesta visió mostra com algunes posicions sobre la naturalesa del més enllà estan estretament lligades i de vegades depenen completament de posicions teistes. Aquesta estreta connexió entre les dues opinions va ser feta per Kant, que va argumentar que es pot inferir una mort més enllà de la creença en un Déu just que premia les persones per la seva adhesió a la llei moral.
Altres discussions sobre la filosofia del més enllà tracten de fenòmens com ara experiències properes a la mort, investigacions sobre la reencarnació i altres esdeveniments parapsicològics i depenen de si les explicacions naturalistes d'aquests fenòmens són suficients per explicar-los o no. Aquestes discussions s'associen amb filòsofs com William James, Henry Sidgwick, CD Broad i HH Price.